# Jours-lès-Baigneux
Jours-lès-Baigneux ist eine französische Gemeinde mit 91 Einwohnern (Stand: 1. Januar 2022) im Département Côte-d’Or in der Region Bourgogne-Franche-Comté. Sie gehört zum Kanton Châtillon-sur-Seine und zum Arrondissement Montbard.
Nachbargemeinden sind Magny-Lambert im Norden, Ampilly-les-Bordes im Osten, Baigneux-les-Juifs im Südosten, Étormay im Süden und Chaume-lès-Baigneux im Westen.

## Bevölkerungsentwicklung
| Jahr                       | 1962 | 1968 | 1975 | 1982 | 1990 | 1999 | 2008 | 2015 |
| -------------------------- | ---- | ---- | ---- | ---- | ---- | ---- | ---- | ---- |
| Einwohner                  | 133  | 128  | 106  | 86   | 86   | 88   | 82   | 89   |
| Quellen: Cassini und INSEE |      |      |      |      |      |      |      |      |

## Sehenswürdigkeiten

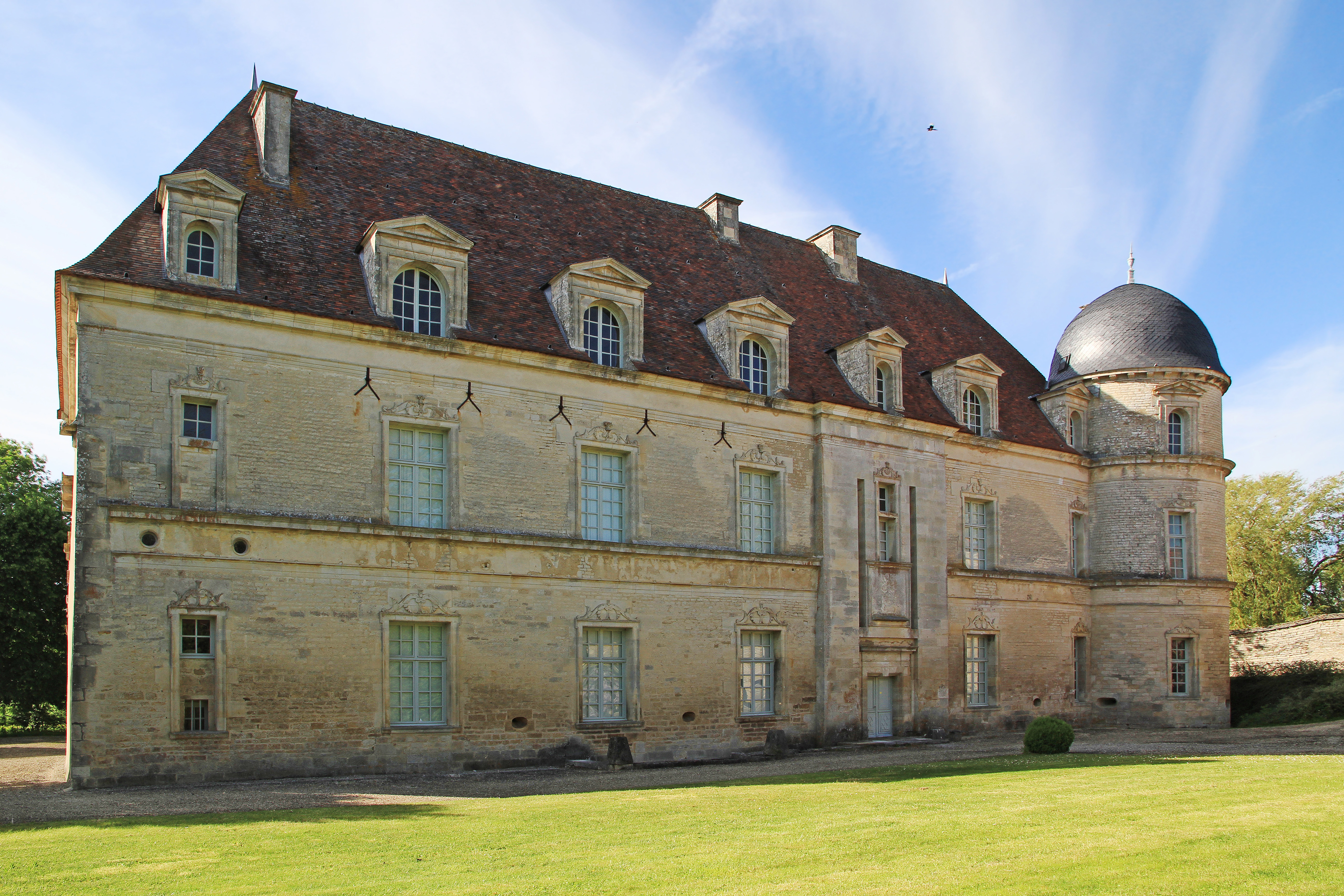
Schloss Jours-lès-Baigneux

- Schloss, Monument historique seit 1964